# さよならメモリーズ
『さよならメモリーズ』（さよならメモリーズ）は、クリエイターチームsupercellのメジャー2枚目のシングル。2010年2月10日にSony Recordsから発売された。

## 概要
初回限定版には「さよならメモリーズ」ビデオクリップ同梱。『君の知らない物語』に引き続きボーカルには、ニコニコ動画にて2008年3月まで「メルト」をはじめ多くの楽曲をカバーした動画をUPしてきたガゼルことnagiが参加している。
『BARKS』では、『さよならメモリーズ』は前作『君の知らない物語』の続編的世界観を奏でた曲であると紹介されている。

## 収録曲
（全作詞・作曲：ryo）
1. さよならメモリーズ [6:05]
編曲：ryo、ストリングスアレンジ：クラッシャー木村
2. 教えてあげる [4:38]
編曲：ryo
3. 約束をしよう [3:27]
編曲：ryo・石成正人
4. さよならメモリーズ -Instrumental-
5. 教えてあげる -Instrumental-

## カバー
さよならメモリーズ
- ClariS - 2016年3月2日発売のミニ・アルバム『SPRING TRACKS -春のうた-』に収録された。